# 马克·贾米森
马克·贾米森（英語：Mark Jamieson，1984年5月4日—），澳大利亚男子自行车运动员。他曾代表澳大利亚参加2006年英联邦运动会自行车比赛，获得一枚银牌。他也曾参加2008年夏季奥林匹克运动会。